# San Servolo
San Servolo es una isla italiana en la laguna de Venecia, al sureste de San Giorgio Maggiore. 

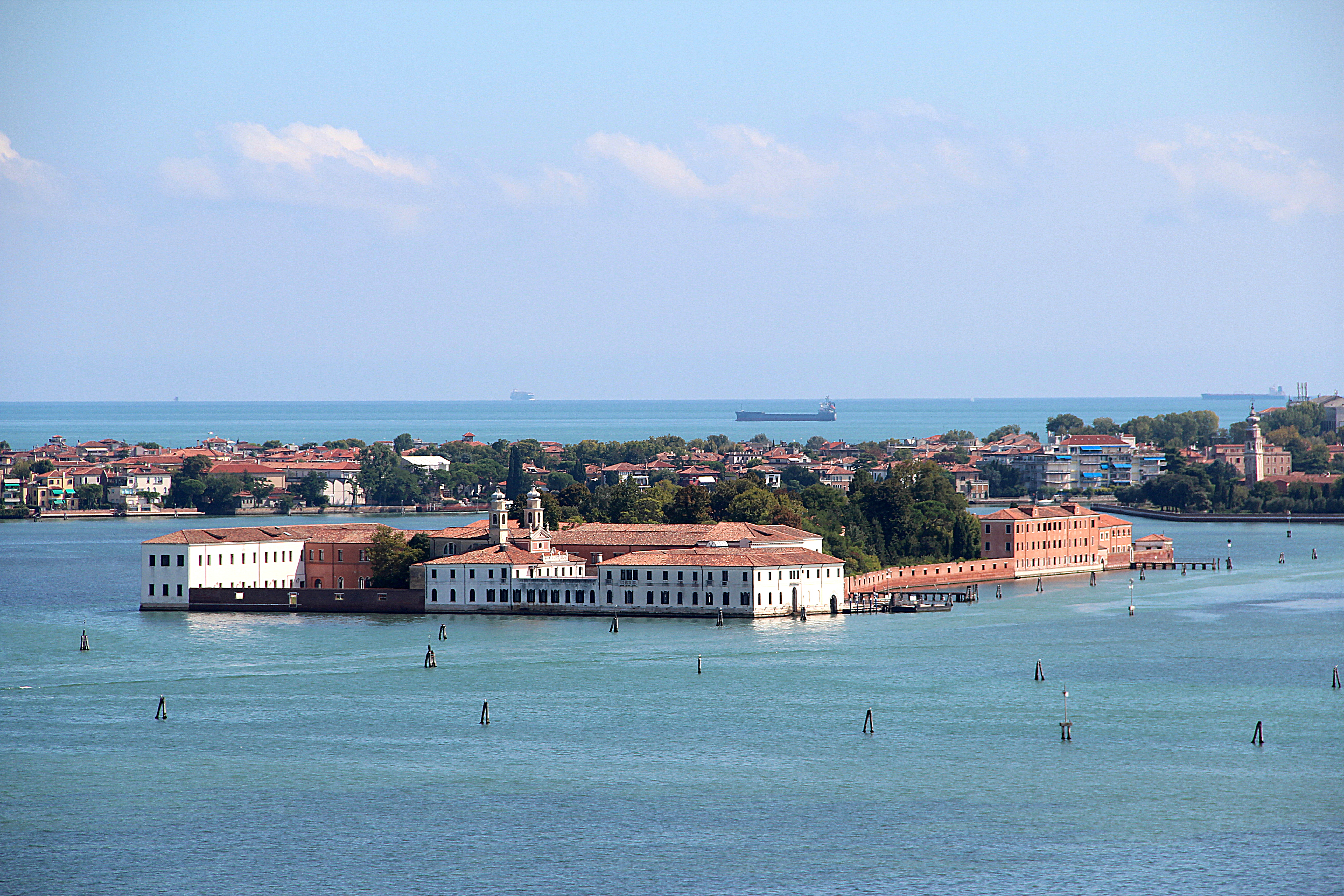
Isola di San Servolo vista dal campanile della Basílica de San Giorgio Maggiore.

Los monjes Benedictinos vivieron en la isla al menos desde el siglo VIII y durante casi 500 años.  A ellos se unieron más tarde las monjas que vinieron de los conventos de San Leone y Basso en la isla de Malamocco, que habían sido destruidos por un maremoto.  A principios del siglo XV las monjas se fueron, pero pronto fueron sustituidas por una docena de algunas otras monjas, que huían de la invasión turca de Creta.